# Planetário Galileo Galilei
O Planetário Galileo Galilei está localizado na interseção da Avenida General Sarmiento e Belisario Roldán, dentro do Parque Tres de Febrero, no bairro de Palermo, na cidade de Buenos Aires, Argentina.
Sua diretora é Lucía Sendón de Valery, professora de geografia e relatora na instituição há mais de 30 anos.
Atualmente a zona onde se encontra o Planetário é conhecida como Palermo Vivo, sendo um bairro "não oficial" de Palermo.